# Sengbauergraben (von Hiening)
Der Sengbauergraben ist ein fast 1,4 Kilometer langer Waldbach im Gebiet der Marktgemeinde Semriach im Bezirk Graz-Umgebung in der Steiermark. Er entspringt im östlichen Grazer Bergland und mündet von rechts kommend in den Rötschbach.

## Verlauf
Der Sengbauergraben entsteht in einem Waldgebiet am Südhang eines zwischen dem Draxlerkogels im Osten und dem Weißeck im Westen verlaufenden Höhenzug, etwa 150 Meter südwestlich der Streusiedlung Hiening und rund 50 Meter südwestlich des Bauernhofes vulgo Kreuzmichl auf etwa 645 m ü. A.
Der Bach fließt anfangs relativ gerade nach Süden, wobei er nach rund 280 Metern eine Zufahrtstraße unterquert. Etwa 180 Meter nach der Querung der Straße umfließt der Sengbauergraben in einen flachen Linksbogen einen von Hiening und der Jostensiedlung nach Südwesten streichenden Ausläufer des Höhenzuges. In diesem Bogen fließt er für etwa 600 Meter, wobei er nach rund 550 Meter den Wald verlässt. Nach dem Linksbogen schwenkt der Sengbauergraben nördlich der Streusiedlung Rötschgraben auf einen Kurs nach Südsüdosten, auf dem er auch bis zu seiner Mündung bleibt. Er quert erneut eine Zufahrtsstraße, durchfließt die Streusiedlung Rötschgraben und unterquert die Landesstraße L318, der Semriacherstraße. Der Sengbauergraben fließt durch einen Graben, der im Westen und Osten von nach Süden streichenden Ausläufern des Höhenzuges zwischen dem Draxlerkogel und dem Weißeck gebildet werden.
Nach fast 1,4 Kilometer langem Lauf mündet der Bach mit einem mittleren Sohlgefälle von rund 14 % etwa 194 Höhenmetern unterhalb seines Ursprungs, etwa 20 Meter nördlich der Landesstraße L318, der Semriacherstraße und rund 120 Meter im Süden der Streusiedlung Rötschgraben in den Rötschbach.
Auf seinem Lauf nimmt der Sengbauergraben keine anderen Wasserläufe auf.